# Nandadynastie

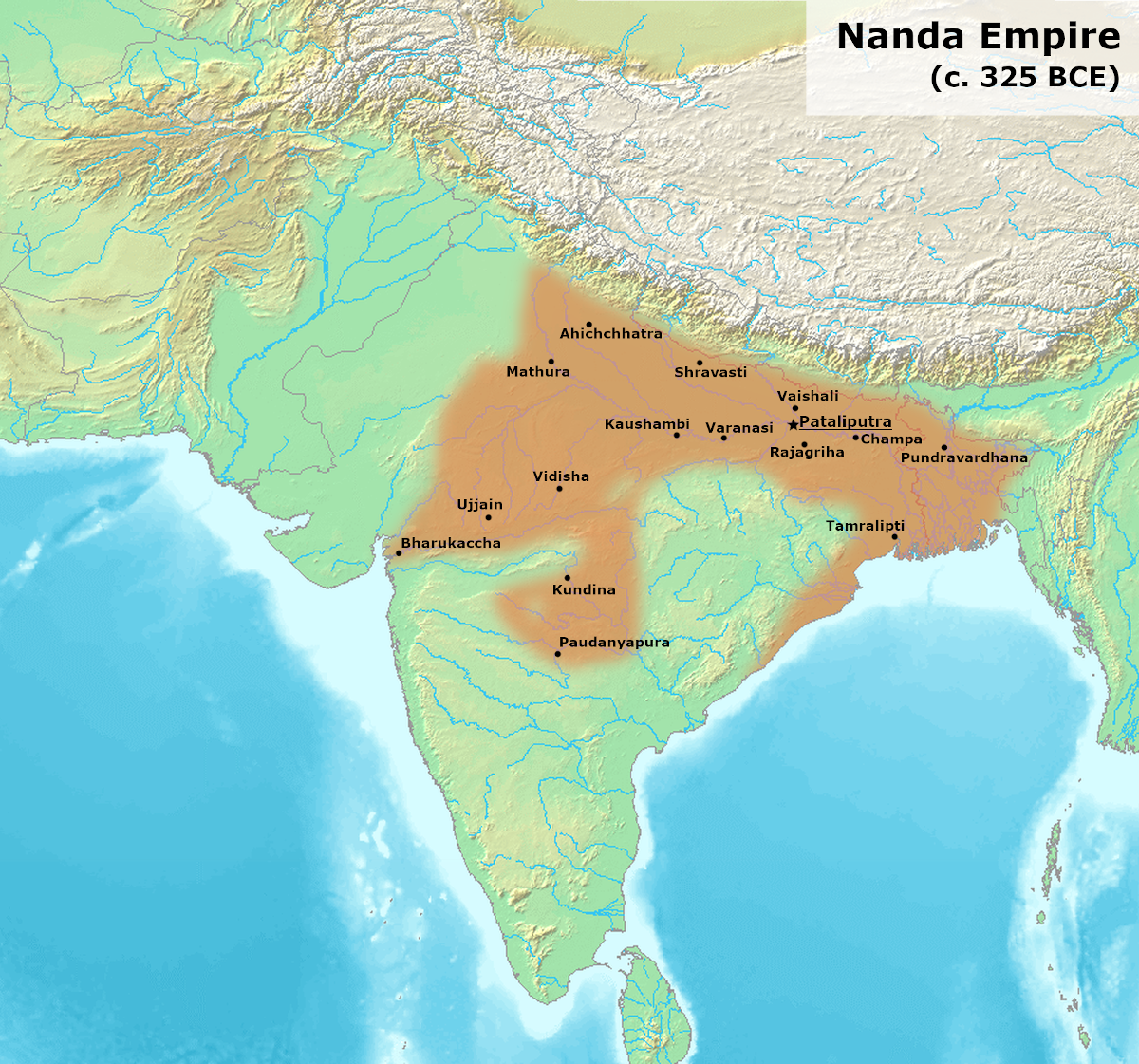
Mogelijke omvang van het Nandarijk ten tijde van Dhana Nanda. Onzeker is of de Dekan veroverd werd

De Nandadynastie was in de 4e eeuw v.Chr. een dynastie van heersers over Magadha, een koninkrijk in het noorden van India. De dynastie wist niet lang aan de macht te blijven, maar wordt belangrijk geacht omdat het de eerste heersers in de Indiase geschiedenis waren die vrijwel het hele noorden en mogelijk delen van Centraal-India veroverden. Hun rijk kan beschouwd worden als het eerste Indiase keizerrijk.

## Dynastievorming
De Shaishunaga-dynastie begon met Shishunaga die een einde wist te maken aan de lange strijd met Avanti. Naast Avanti wist hij mogelijk ook Koshala en Vatsa te onderwerpen. Shishunaga werd opgevolgd door zijn zoon Kalashoka die zou zijn gedood met een dolk in zijn keel. Volgens de Mahabodhivamsa werd hij opgevolgd door zijn tien zonen met Panchamaka als laatste in de rij. Volgens de Purana's, hindoeïstische geschriften, zou Mahanandin de laatste van de Shaishunaga-dynastie zijn geweest.
Volgens de Romein Curtius werden de laatste Shaishunaga-koning en diens zonen om het leven gebracht door Mahapadma Nanda. Deze zou eerst barbier zijn geweest en daarna minnaar van een van de koninginnen van de laatste Shaishunaga-koning. De jainistische Parishishtaparvan stelde dan weer dat Mahapadma de zoon was van een barbier en een ganika (courtisane) uit de lage shudra-kaste. Volgens de Purana's was Mahapadma de zoon van de laatste koning van de Shaishunaga-dynastie en een vrouw uit de shudra-kaste en deze noemen hem dan ook Sudragarbhodbhava, zoon van een sudra. De boeddhistische bronnen noemen deze vorst Ugrasena en stellen dat dit een roverhoofdman was.

## Imperialisme
Met de Nandadynastie kwam een einde aan de late vedische tijd die gekenmerkt werd door de mahajanapada's, regionale staatjes waarin het noorden van India verdeeld was. In een mahajanapada berustte de macht van de vorst op stamverbanden en kaste (sociale status). De Nanda's waren echter afkomstig uit de lagere shudrakaste en ze breidden hun macht ook uit over gebieden buiten het thuisland van de eigen stam, daarbij de strategie van de voorgaande Haryanka-dynastie en Shaishunaga-dynastie voortzettend. Mahapadma onderwierp vrijwel het gehele noorden van India, het kustgebied van Kalinga en de Gangesdelta in het oosten en mogelijk delen van centraal-India. Hij werd door zijn veroveringen de stichter van het eerste grote rijk in de Indische geschiedenis en maakte daarmee een einde aan het systeem van de door kshattriya's (krijgerskaste) geregeerde mahājanapada's.
De Purana's zijn negatief over de lage afkomst van de Nanda's. Het feit dat personen uit de lagere kasten op de troon kwamen, werd door de orthodoxe brahmanen als een slecht voorteken gezien, of als teken dat de kali yuga was aangebroken, het tijdperk van chaos waarin de natuurlijke orde omver geworpen zou worden.
Er zouden in totaal negen koningen van de Nandadynastie zijn geweest. Volgens de Purana's waren dit Mahapadma en acht van zijn zonen, van wie alleen Sukalpa wordt genoemd. Volgens boeddhistische geschriften waren de acht opvolgers allemaal broers van Ugrasena. De De 10e-eeuwse boeddhistische Mahabodhivamsa noemt Panduka, Pandugati, Bhutapala, Rashtrapala, Govishanaka, Dasasiddhaka, Kaivarta en Dhana. Dhana Nanda was een machtige en wrede heerser waarvan de naam door de Grieken verbasterd werd tot Agrammes or Xandraines. Tijdens diens regeerperiode vond de Indische campagne van Alexander de Grote plaats. Volgens de Romein Curtius beschikte Dhana over 200.000 voetsoldaten, 20.000 ruiters, 2000 strijdwagens en 3000 strijdolifanten. In hoeverre deze aantallen juist zijn, kan niet nagegaan worden, duidelijk is wel dat de omvang van het leger dusdanig was dat Alexander op advies van zijn generaal Coenus afzag van een aanval. Dit leger was te groot om in stand te houden met alleen belastingopbrengsten. Verdere gebiedsuitbreiding en plundering van buurstaten waren noodzakelijk geworden. Het imperialisme van de heersers van Magadha was een zelf-versterkend proces: hoe meer gebied veroverd werd, des te groter het leger moest zijn om het in handen te houden en des te meer nieuw gebied veroverd moest worden.

## Chandragupta
Sommige bronnen beschrijven de belastingen die de Nanda's de bevolking oplegden als meedogenloos en melden dat de dynastie erg impopulair was. Die impopulariteit zou de aanleiding van de val van de dynastie geweest zijn. Ondanks zijn macht werd Dhana dan ook door een binnenlandse oorlog afgezet. Chanakya of Kautilya, mogelijk de auteur van de Arthashastra, speelde een belangrijke rol in het omverwerpen van de Nandadynastie. Er zijn verschillende verhalen over hoe dit zich zou hebben afgespeeld, de Chanakya-Chandragupta-katha. Het begin lijkt een directe of indirecte belediging door koning Dhana te zijn geweest over de afzichtelijkheid van Chanakya. Chanakya zou sindsdien alles in het werk hebben gesteld om Dhana ten val te brengen. Daartoe zette hij Chandragupta in, mogelijk een nazaat van de oude kshatriya-clan Moriya. Chandragupta werd in dit verhaal van jongs af aan opgevoed door Chanakya, wat zou betekenen dat de regeerperiode van Dhana langer zou zijn geweest dan de chronologieën suggereren. In het werk van Justinus was het Sandrocottus (Chandragupta) zelf die beledigd werd, om daarna aan het hoofd van een leger met de hulp van Chanakya de Nanda's wist te verslaan. In de boeddhistische geschriften wordt Dhana gedood, terwijl hij in de jaïnische versie wordt verbannen.

## Chronologie
De chronologie van de vroege dynastieën hangt mede samen met het sterftejaar van de Boeddha. Aangezien diens mahaparinibbana onbekend is, zijn ook de regeringsjaren onzeker. Volgens de boeddhistische traditie stierf de Boeddha tijdens het achtste regeringsjaar van Ajatasattu. Volgens theravada, het boeddhisme van het zuiden, vond de mahaparinibbana plaats in 544/543 v.Chr., de lange chronologie. Buiten theravada wordt dit niet als realistisch gezien. Veel Indische historici achten de gecorrigeerde lange chronologie waarschijnlijker, waarbij de mahaparinibbana rond 483 v.Chr. wordt geplaatst. Het noordelijk boeddhisme gaat uit van de korte chronologie, waarmee het sterfjaar van de Boeddha op 378/368 v.Chr. uitkomt. Veel westerse historici achten het waarschijnlijker dat de Boeddha in de vierde eeuw v.Chr. stierf. Niet alleen het sterftejaar van de Boeddha is onzeker, ook is het bestaan van enkele koningen en het aantal regeringsjaren van veel koningen onzeker, wat elke chronologie verder compliceert.
|                                              | Lange chronologie | Gecorrigeerde lange chronologie | Korte chronologie |
| -------------------------------------------- | ----------------- | ------------------------------- | ----------------- |
| Bimbisara                                    |                   | ~542 - 490 v.Chr.               |                   |
| Ajatasattu                                   |                   | ~490 - 459 v.Chr.               |                   |
| Mahaparinibbana                              | ~543 v.Chr.       | ~483 v.Chr.                     | ~378/368 v.Chr.   |
| Udayin en de volgende drie Haryanka-koningen |                   | ~459 - 427/410 v.Chr.           |                   |
| Shishunaga en zijn opvolgers                 |                   | ~427/410 - 361 v.Chr.           |                   |
| Nanda's                                      |                   | ~361/342 - 321 v.Chr.           |                   |